# Kaitlyn Christian
Kaitlyn Christian (født 13. januar 1992 i Orange, Californien, USA) er en professionel tennisspiller fra USA.